# نشاسته ذرت

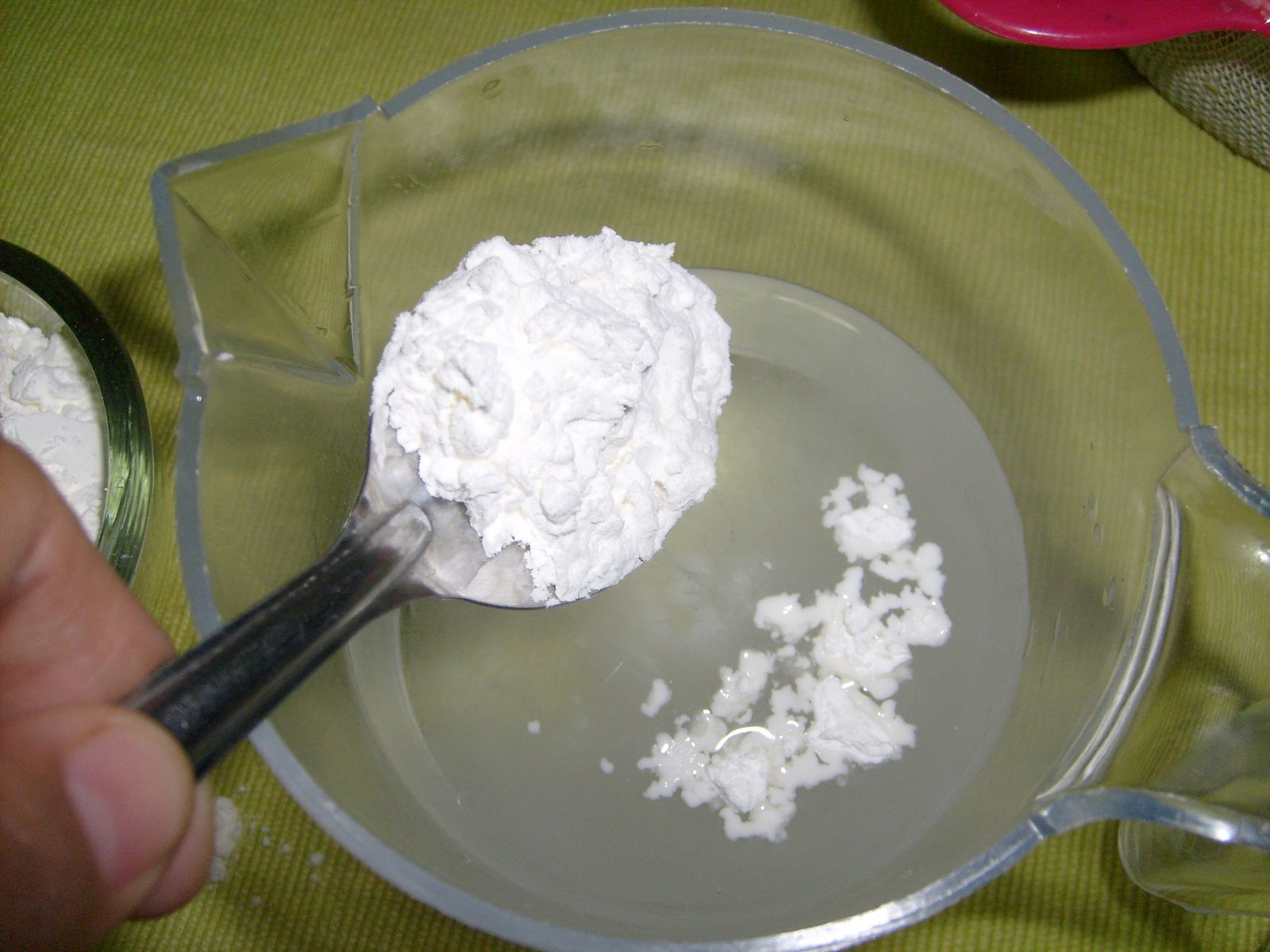
پودر نشاسته ذرت

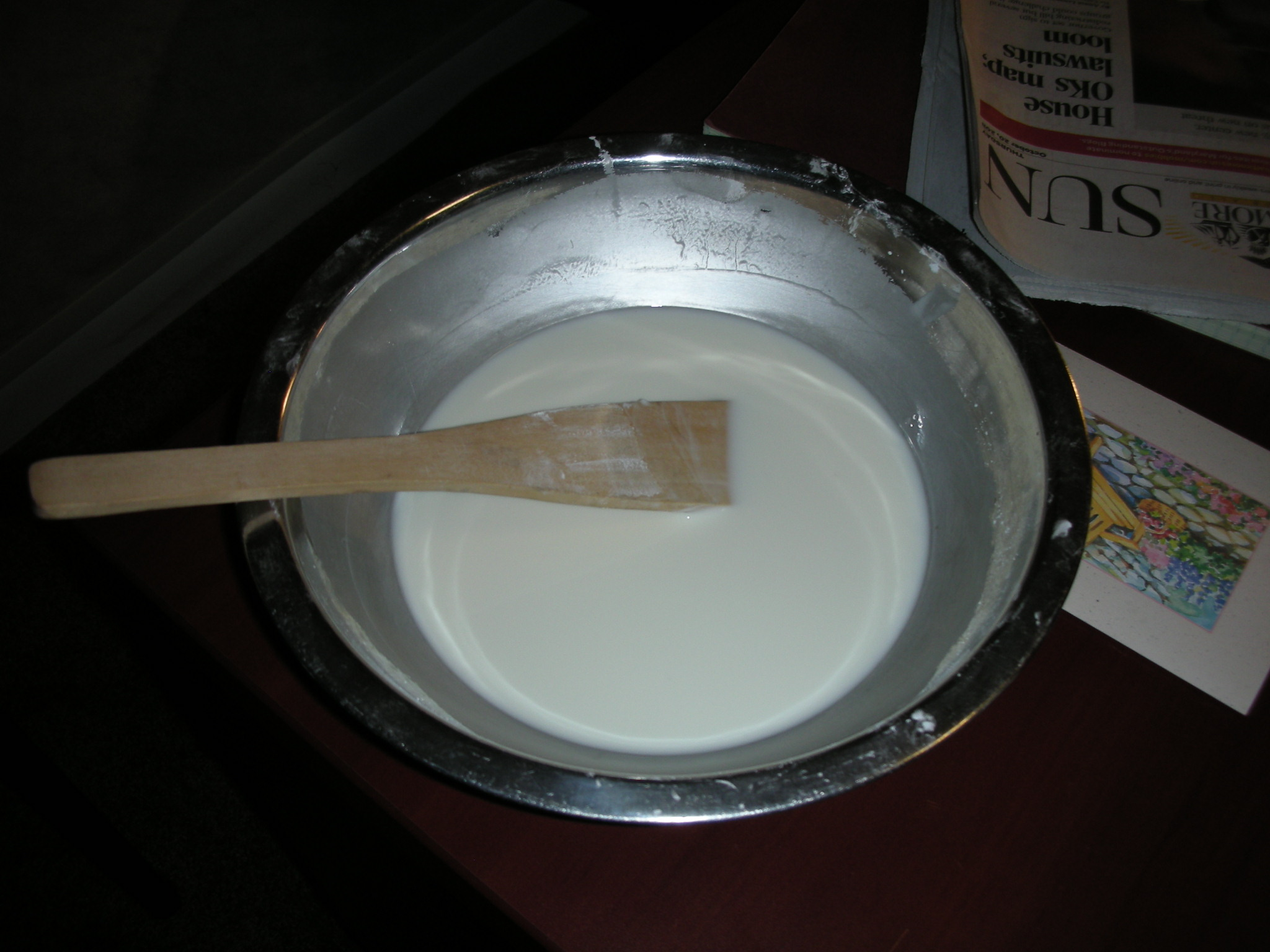
نشاسته ذرت مخلوط در آب

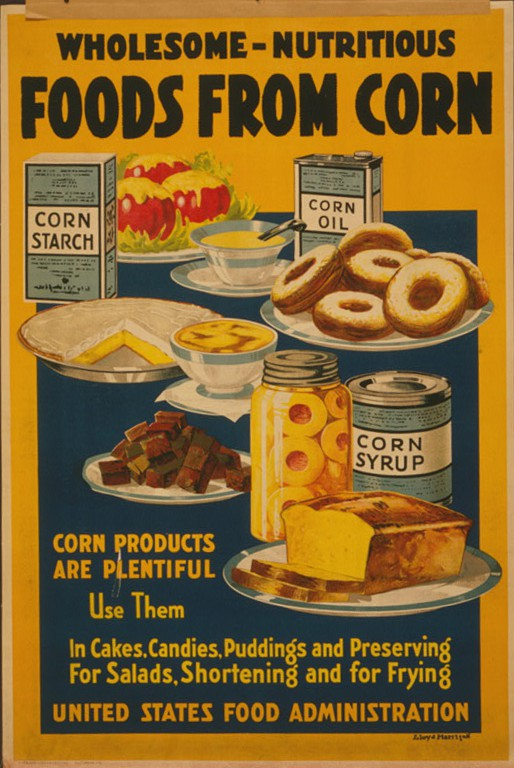
نشاسته ذرت در سمت چپ این پوستر به تصویر کشیده شده‌است.

نشاسته ذرت یک گونه نشاسته است که از دانه ذرت تهیه می‌شود. نشاسته ذرت از درون‌دانه بذر ذرت به دست می‌آید. نشاسته ذرت یک عنصر غذایی رایج است که در سس غلیظ یا سوپ و در ساخت شربت ذرت و دیگر شکر‌ها استفاده می‌شود.